# Stadtgarten Hagen

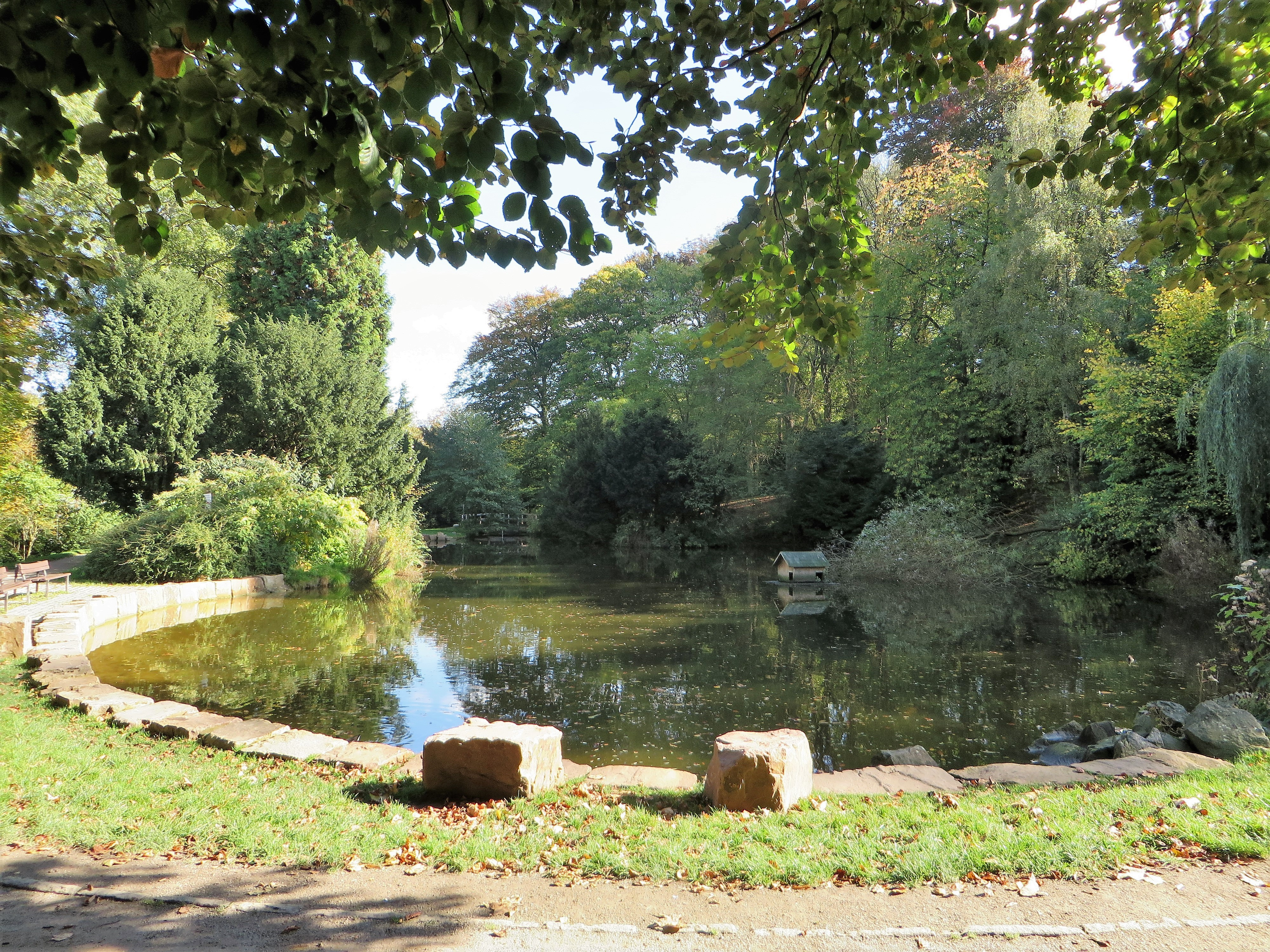
Stadtgartenteich in Hagen

Der Stadtgarten Hagen wurde 1884 von Hagener Bürgern gegründet, die zum einen Geld für den Erwerb des Grundstückes spendeten und zum anderen die „Aktiengesellschaft Hagener Stadtgarten“ gründeten. Er liegt im Stadtteil Wehringhausen.
Die landschaftsbauliche Gestaltungen des ansteigenden Geländes am unteren Goldberghang geschah nach den Entwürfen des Gartenbauunternehmens Gebr. Siesmayer, unter Leitung von Heinrich Siesmayer (1817–1900) aus Frankfurt-Bockenheim. Der Park war zum Spazierengehen ausgelegt und gliederte sich in kleine, mit Gehölzen gefasste Partien. Die Wege wurden größtenteils geschwungen angelegt. Zentral liegt ein kleiner Teich, das Parkhaus wird heute als Restauration genutzt, das an den Park angrenzende Wohnhaus von Karl Ernst Osthaus ist inzwischen ein Museum geworden.
1900 schenkten die Aktionäre den Park der Stadt Hagen, vermutlich weil der erhobene Eintritt für den Unterhalt nicht ausreichte. Seitdem ist er ohne Eintrittsgeld frei zugänglich und ein wichtiges Naherholungsgebiet zwischen dem Stadtzentrum und dem Hagener Stadtwald.
Bis heute ist der Stadtgarten weitgehend unverändert erhalten geblieben. In unmittelbarer Nachbarschaft befinden sich das Fichte-Gymnasium, das Allgemeine Krankenhaus mit dem Nieren- und Dialysezentrum und der Bismarckturm auf dem Goldberg.